# Фёдор Михайлович (князь микулинский)
Фёдор Михайлович (ум. 1410) — князь Микулинский с 1399 года, сын великого князя тверского Михаила Александровича и суздальской княжны Евдокии Константиновны. Родоначальник князей Микулинских.

## Биография
Год рождения Фёдора не известен. Он был младшим из шести сыновей великого князя тверского Михаила Александровича от брака с суздальской княжной Евдокией Константиновной.
Впервые Фёдор упомянут около 1390 года в Никоновской летописи в связи с женитьбой на дочери московского боярина Фёдора Андреевича Кошки.
После смерти отца в 1399 году по его завещанию Фёдор получил Микулинский удел. В 1400 году он принимал участие в семейной распре между его старшими братьями — великим князем тверским Иваном и кашинским князем Василием, однако в отличие от Василия Фёдор никак не пострадал от этого.
В 1406 году тверские князья перешли на сторону великого князя московского Василия I Дмитриевича, разорвав союз с великим князем литовским Витовтом. В том же году Василий I, готовясь к войне против Витовта, призвал к себе тверских князей, в числе которых упомянут и Фёдор.
Фёдор умер в 1410 году. Наследовали ему сыновья Александр и Фёдор, но неизвестно, как был разделён удел между ними.

## Брак и дети
Жена: около 1390 Анна, дочь московского боярина Фёдора Андреевича Кошки. Дети:
- Александр (после 1391 — 1435), князь Микулинский с 1410
- Фёдор (после 1391 — после 1453), князь Микулинский с 1410